# Григорьев, Иван Яковлевич (артиллерист)
Иван Яковлевич Григорьев (20 мая 1924 — 7 сентября 1986) — старший лейтенант Советской Армии, участник Великой Отечественной войны, Герой Советского Союза (1945).

## Биография
Иван Григорьев родился 20 мая 1924 года в селе Новоалександровка Баштанского района Николаевской области Украинской ССР в крестьянской семье. Окончил восемь классов школы и школу фабрично-заводского ученичества, работал разметчиком. В августе 1941 года Григорьев был призван на службу в Рабоче-крестьянскую Красную Армию. С марта 1942 года — на фронтах Великой Отечественной войны. В 1943 году окончил Липецкое миномётное училище. К январю 1945 года гвардии лейтенант Иван Григорьев командовал взводом 45-миллиметровых орудий 180-го гвардейского стрелкового полка 60-й гвардейской стрелковой дивизии 5-й ударной армии 1-го Белорусского фронта. Отличился во время освобождения Польши.
14 января 1945 года в ходе прорыва мощной вражеской обороны с магнушевского плацдарма на западном берегу Вислы Григорьев огнём своего взвода поддерживал наступление стрелковых подразделений. Когда расчёт одного из орудий его взвода выбыл из строя, Григорьев сам встал к орудию и открыл по противнику огонь, уничтожив 3 пулемёта. В бою был тяжело ранен.
Указом Президиума Верховного Совета СССР от 27 февраля 1945 года гвардии лейтенант Иван Григорьев был удостоен высокого звания Героя Советского Союза с вручением ордена Ленина и медали «Золотая Звезда».
В 1947 году в звании старшего лейтенанта Григорьев был уволен в запас. Проживал в Туле, работал в органах МВД СССР. Умер в 1986 году.
Был также награждён орденами Отечественной войны 1-й степени и Красной Звезды, а также рядом медалей.

## Память
- В 2000 году в Туле на доме, где проживал Герой, установлена мемориальная доска.
- В 2010 году в городе Баштанка Николаевской области был открыта мемориальная доска, которую разместили на здании школы.